# Park Narodowy Serra da Canastra
Park Narodowy Serra da Canastra – park narodowy leżący w stanie Minas Gerais w Brazylii. Zajmuje powierzchnię około 71.525 hektarów. Leży w ekoregionie Cerrado, na wysokości 900–1496 m n.p.m.; najwyższy punkt to Serra Brava. Park powstał w 1972 roku. 

## Fauna
Ze ssaków napotkać w nim można jelenie pampasowe (Ozotocerus bezoarticus), wilki grzywiaste (Chrysocyon brachyurus), mrówkojady wielkie (Myrmecophaga tridactyla), pumy (Puma concolor) oraz titi maskowe (Callicebus personatus). Z ptaków występujących na terenie parku narodowego Serra de Canastra wymienić można m.in. następujące:

- perkoz grubodzioby (Podilymbus podiceps)
- leptodon szarogłowy (Leptodon cayanensis)
- krogulec zmienny (Accipiter striatus)
- wojownik białogłowy (Spizastur melanoleucus)
- trębacz zmienny (Micrastur semitorquatus)
- sokół białogardły (Falco rufigularis)
- preriowiec (Bartramia longicauda)
- bekas wielki (Gallinago undulata)
- gołąb łuskowany (Patagioenas speciosa)
- gołąb ołowiany (Patagioenas plumbea)
- gołąbeczek białoskrzydły (Columbina picui)
- stadniczka spiżowa (Brotogeris tirica)
- lelkowiec szarawy (Setopagis parvulus)
- kolibrzyk białobrewy (Polytmus guainumbi)
- dzięcioł pstrokaty (Veniliornis spilogaster)
- chronka plamista (Thamnophilus punctatus)
- garncarz brazylijski (Furnarius figulus)
- łaziec białogardły (Xiphocolaptes albicollis)
- smukłodziobek brązowogrzbiety (Hemitriccus margaritaceiventer)
- tyranik leśny (Myiopagis gaimardii)
- barwniczek rudolicy (Poecilotriccus plumbeiceps)
- wdowik modrodzioby (Knipolegus cyanirostris)
- wodopławik białogłowy (Arundinicola leucocephala)
- rdzaweczka jednobarwna (Casiornis rufus)
- muchołap ciemnogłowy (Myiarchus tuberculifer)
- gwizdownik zielonawy (Schiffornis virescens)
- drozd brazylijski (Turdus subalaris)
- tanagerek czarnolicy (Hemithraupis guira)
- żałobnik czarny (Tachyphonus rufus)
- modraszek płowobrzuch (Pipraeidea melanonota)
- organka ciemnolica (Euphonia cyanocephala)
- ziarnojadek wielkodzioby (Oryzoborus maximiliani)
- ziarnojadek kasztanowobrzuchy (Oryzoborus angolensis)
- krasnoczubek ognisty (Coryphospingus cucullatus)